# Успение Богородично (Горна Нушка)
„Успение Богородично“ (на гръцки: Ιερός Ναός Κοιμήσεως της Θεοτόκου) е православна църква в сярското село Горна Нушка (Метала), Егейска Македония, Гърция, енорийски храм на Сярската и Нигритска епархия на Вселенската патриаршия.

## История
Църквата е изградена в центъра на селото в 1953 година с труда на цялото село. Осветена е от митрополит Константин Серски и Нигритски на 12 май 1971 година. В архитектурно отношение е еднокорабна базилика.